# Петко Чанчар
Петко Чанчар (Фоча, 22. мај 1936 — Фоча, 15. март 2024) био је српски правник, пјесник и афористичар. Бивши је министар правде Републике Српске.

## Живот
Као народни посланик, учествовао је у првом сазиву Народне скупштине Републике Српске. Обављао је дужност судије Врховног суда Српске. Био је министар правде Републике Српске од 18. јануара 1998. до 12. јануара 2001, након чега је пензионисан. Живио је у Фочи.

## Признања
- Председник Републике Српске га је 1994. одликовао Орденом Немањића првог реда.[3]

## Дјела (библиографија)
Своју прву књигу пиоезије за дјецу је издао када је имао 21 годину. До 2012. објавио је 50 књига.
- У име народа, (2012)
- Црна мета, (2008)
- Ријечи дана говоре, (2008)
- Око на небу, (2006)
- Сан и узалудност, (2005)
- И црви иду на пецање, (2002)
- Химна за глуве, Глас српски (1999)